# Terremoto de Colima de 1563
El Terremoto de Colima de 1563 ocurrió el 27 de mayo de 1563, siendo el primer terremoto registrado en el estado de Colima. Jorge Piza Espinosa lo cataloga como de magnitud 7 en la escala de Richter. 